# Jugendarrestanstalt Moltsfelde
Die Jugendarrestanstalt Moltsfelde ist eine Einrichtung des Strafvollzugs an der Isarstraße 44 in Gadeland, 24539 Neumünster, Schleswig-Holstein.
Sie wurde 2002 gebaut und 2009 erweitert. Von den 57 Plätzen sind im Durchschnitt etwa 25 % belegt. Das Haus beherbergt etwa 1000 Insassen jährlich; der weibliche Anteil liegt bei etwa zehn Prozent.

## „Corona-Knast“
Anfang 2021 wurde in der Strafanstalt eine Abteilung für Personen geschaffen, die die Quarantänemaßnahmen missachteten und die danach auf Grundlage des Infektionsschutzgesetzes zwangsweise in Quarantäne eingewiesen wurden. Diese Abteilung hatte sechs Zellen. Die Abteilung soll gegen Ende 2021 wieder aufgelöst werden.